# كيس مينديرز
كيس مينديرز (بالهولندية: Kees Mijnders)‏ (28 سبتمبر 1912 - 1 أبريل 2002) لاعب كرة قدم هولندي راحل كان يجيد اللعب في خط الهجوم.
لعب طوال مسيرته الرياضية في نادي دوردريخت.
مثل منتخب هولندا في 7 مباريات (1934-1938). شارك مع منتخب هولندا في بطولة كأس العالم 1934 في إيطاليا حيث خرج من الدور الثمن النهائي.

## وصلات خارجية
- كيس مينديرز على موقع الاتحاد الدولي (مؤرشف)  (الإنجليزية)
- كيس مينديرز على موقع قاعدة بيانات كرة القدم.إي يو (الإنجليزية)
- كيس مينديرز على موقع ناشيونال فوتبول تيمز (الإنجليزية)
- كيس مينديرز على موقع Soccerway.com (الإنجليزية)
- كيس مينديرز على موقع عالم كرة القدم.نت (الإنجليزية)

- سيرة ذاتية